# Coupe du Japon de football 2018
Navigation
Édition précédente Édition suivante
La Coupe du Japon de football 2018 est la 98e édition de la Coupe du Japon, une compétition à élimination directe mettant aux prises des clubs de football amateurs et professionnels à travers le Japon. Elle est organisée par la Fédération japonaise de football (JFA). Le vainqueur de cette compétition se qualifie pour la Ligue des champions de l'AFC 2019, accompagné des trois meilleures équipes du championnat.

## Résultats

### Premier tour
| #  | Date        | Club                        | Résultat          | Club                              |
| -- | ----------- | --------------------------- | ----------------- | --------------------------------- |
| 1  | 26 mai 2018 | Iwaki FC                    | 1 - 2             | Sony Sendai FC                    |
| 2  | 27 mai 2018 | Hokkaido Université         | 1 - 1 (tab 5 - 4) | Nagisaki Astros                   |
| 3  | 27 mai 2018 | SRC Hiroshima               | 0 - 4             | Matsue City FC                    |
| 4  | 26 mai 2018 | Tadakatsu FC                | 2 - 2 (tab 4 - 2) | Tokai University Kumamoto         |
| 5  | 27 mai 2018 | Université de Fukuoka       | 1 - 0             | FC Tokushima                      |
| 6  | 26 mai 2018 | Université Sakushin Gakuin  | 3 - 3 (tab 8 - 9) | ReinMeer Aomori                   |
| 7  | 27 mai 2018 | Blaublitz Akita             | 0 - 1             | Vonds Ichihara                    |
| 8  | 27 mai 2018 | Ryutsu Keizai University FC | 2 - 0             | Université de Yamagata            |
| 9  | 26 mai 2018 | Kochi United SC             | 2 - 0             | Mitsubishi Mizushima FC           |
| 10 | 26 mai 2018 | FC Osaka                    | 3 - 0             | Université de Tokuyama            |
| 11 | 27 mai 2018 | Thespakusatsu Gunma         | 2 - 1             | Université de Komazawa            |
| 12 | 26 mai 2018 | AC Nagano Parceiro          | 3 - 2             | Université de Niigata             |
| 13 | 26 mai 2018 | Arterivo Wakayama           | 2 - 3             | Honda FC                          |
| 14 | 27 mai 2018 | Guinale Tottori             | 1 - 1 (tab 4 - 2) | Verspa Oita                       |
| 15 | 26 mai 2018 | Nara Club                   | 2 - 0             | Université de Kanazawa Seiryo     |
| 16 | 27 mai 2018 | YSCC Yokohama               | 3 - 2             | Tokyo International University FC |
| 17 | 27 mai 2018 | Suzuka Unlimited FC         | 0 - 1             | Université du Kansai Gakuin       |
| 18 | 27 mai 2018 | Catale Toyama               | 1 - 0             | Ococias Kyoto AC                  |
| 19 | 27 mai 2018 | Saga LIXIL FC               | 0 - 3             | Tegevajaro Miyazaki               |
| 20 | 26 mai 2018 | FC Ryūkyū                   | 1 - 1 (tab 5 - 6) | FC Imabari                        |
| 21 | 27 mai 2018 | Gruja Morioka               | 1 - 2             | université Ryūtsū Keizai          |
| 22 | 26 mai 2018 | Saulkos Fukui               | 2 - 3             | Université de Chukyo              |
| 23 | 27 mai 2018 | NK Kaji                     | 0 - 3             | MIO Biwako Shiga                  |
| 24 | 27 mai 2018 | Kagoshima United FC         | 3 - 0             | Université de Nagasaki            |

### Second tour
| #  | Date        | Club                       | Résultat          | Club                        |
| -- | ----------- | -------------------------- | ----------------- | --------------------------- |
| 25 | 6 juin 2018 | Kawasaki Frontale          | 3 - 2             | Sony Sendai FC              |
| 26 | 6 juin 2018 | Mito HollyHock             | 2 - 0             | Ehime FC                    |
| 27 | 6 juin 2018 | Shonan Bellmare            | 1 - 0             | Hokkaido Université         |
| 28 | 6 juin 2018 | V. Farren Nagasaki         | 2 - 1             | Matsue City FC              |
| 29 | 6 juin 2018 | Sagan Tosu                 | 7 - 0             | Tadatsu FC                  |
| 30 | 6 juin 2018 | Tokushima Vortis           | 1 - 0             | Tochigi SC                  |
| 31 | 6 juin 2018 | Vissel Kobe                | 3 - 0             | Université de Fukuoka       |
| 32 | 6 juin 2018 | JEF United Ichihara Chiba  | 2 - 2 (tab 5 - 4) | ReinMeer Aomori             |
| 33 | 6 juin 2018 | Kashiwa Reysol             | 6 - 0             | Vonds Ichihara              |
| 34 | 6 juin 2018 | Montedio Yamagata          | 2 - 2 (tab 4 - 2) | FC Gifu                     |
| 35 | 6 juin 2018 | FC Tokyo                   | 4 - 2             | Ryutsu Keizai University FC |
| 36 | 6 juin 2018 | Albirex Niigata            | 0 - 0 (tab 5 - 3) | Kochi United SC             |
| 37 | 6 juin 2018 | Yokohama F. Marinos        | 4 - 3             | FC Osaka                    |
| 38 | 6 juin 2018 | Yokohama FC                | 2 - 0             | Kamatamare Sanuki           |
| 39 | 6 juin 2018 | Vegalta Sendai             | 4 - 0             | Thespakusatsu Gunma         |
| 40 | 6 juin 2018 | Omiya Ardilla              | 1 - 0             | AC Nagano Parceiro          |
| 41 | 6 juin 2018 | Kashima Antlers            | 6 - 1             | Honda FC                    |
| 42 | 6 juin 2018 | Fagiano Okayama            | 0 - 1             | FC Machida Zelvia           |
| 43 | 6 juin 2018 | Sanfrecce Hiroshima        | 2 - 0             | Guinale Tottori             |
| 44 | 6 juin 2018 | Nagoya Grampus             | 1 - 1 (tab 7 - 6) | Nara Club                   |
| 45 | 6 juin 2018 | Urawa Red Diamonds         | 3 - 0             | YSCC Yokohama               |
| 46 | 6 juin 2018 | Yamamasa Matsumoto FC      | 1 - 1 (tab 5 - 4) | Roasso Kumamoto             |
| 47 | 6 juin 2018 | Gamba Osaka                | 1 - 2             | Université du Kansai Gakuin |
| 48 | 6 juin 2018 | Tokyo Verdy                | 3 - 2             | Catale Toyama               |
| 49 | 6 juin 2018 | Cerezo Osaka               | 1 - 0             | Tegevajaro Miyazaki         |
| 50 | 6 juin 2018 | Kyoto Sanga FC             | 1 - 3             | Zuegen Kanazawa             |
| 51 | 6 juin 2018 | Shimizu S-Pulse            | 1 - 0             | FC Imabari                  |
| 52 | 6 juin 2018 | Ventforet Kōfu             | 3 - 1             | université Ryūtsū Keizai    |
| 53 | 6 juin 2018 | Júbilo Iwata               | 3 - 2             | Université de Chukyo        |
| 54 | 6 juin 2018 | Oita Trinita               | 1 - 2             | Renofa Yamaguchi FC         |
| 55 | 6 juin 2018 | Hokkaido Consadole Sapporo | 2 - 1             | MIO Biwako Shiga            |
| 56 | 6 juin 2018 | Avispa Fukuoka             | 1 - 0             | Kagoshima United FC         |

### Troisième tour
| #  | Date            | Club                        | Résultat          | Club                      |
| -- | --------------- | --------------------------- | ----------------- | ------------------------- |
| 57 | 11 juillet 2018 | Kawasaki Frontale           | 1 - 1 (tab 4 - 2) | Mito HollyHock            |
| 58 | 11 juillet 2018 | Shonan Bellmare             | 1 - 1 (tab 4 - 3) | V. Farren Nagasaki        |
| 59 | 11 juillet 2018 | Sagan Tosu                  | 3 - 1             | Tokushima Vortis          |
| 60 | 11 juillet 2018 | Vissel Kobe                 | 6 - 1             | JEF United Ichihara Chiba |
| 61 | 11 juillet 2018 | Kashiwa Reysol              | 1 - 2             | Montedio Yamagata         |
| 62 | 11 juillet 2018 | FC Tokyo                    | 3 - 1             | Albirex Niigata           |
| 63 | 11 juillet 2018 | Yokohama F. Marinos         | 2 - 1             | Yokohama FC               |
| 64 | 11 juillet 2018 | Vegalta Sendai              | 1 - 0             | Omiya Ardilla             |
| 65 | 11 juillet 2018 | Kashima Antlers             | 5 - 1             | FC Machida Zelvia         |
| 66 | 11 juillet 2018 | Sanfrecce Hiroshima         | 4 - 1             | Nagoya Grampus            |
| 67 | 11 juillet 2018 | Urawa Red Diamonds          | 2 - 1             | Yamamasa Matsumoto FC     |
| 68 | 11 juillet 2018 | Université du Kansai Gakuin | 0 - 1             | Tokyo Verdy               |
| 69 | 11 juillet 2018 | Cerezo Osaka                | 3 - 0             | Zuegen Kanazawa           |
| 70 | 11 juillet 2018 | Shimizu S-Pulse             | 0 - 1             | Ventforet Kōfu            |
| 71 | 11 juillet 2018 | Júbilo Iwata                | 4 - 1             | Renofa Yamaguchi FC       |
| 72 | 11 juillet 2018 | Hokkaido Consadole Sapporo  | 4 - 0             | Avispa Fukuoka            |

### Quatrième tour
| #  | Date              | Club                | Résultat          | Club                       |
| -- | ----------------- | ------------------- | ----------------- | -------------------------- |
| 73 | 22 août 2018      | Kawasaki Frontale   | 3 - 1             | Shonan Bellmare            |
| 74 | 22 août 2018      | Sagan Tosu          | 3 - 0             | Vissel Kobe                |
| 75 | 22 août 2018      | Montedio Yamagata   | 1 - 1 (tab 7 - 6) | FC Tokyo                   |
| 76 | 22 août 2018      | Yokohama F. Marinos | 2 - 3             | Vegalta Sendai             |
| 77 | 26 septembre 2018 | Kashima Antlers     | 2 - 0             | Sanfrecce Hiroshima        |
| 78 | 22 août 2018      | Urawa Red Diamonds  | 1 - 0             | Tokyo Verdy                |
| 79 | 22 août 2018      | Cerezo Osaka        | 0 - 1             | Ventforet Kōfu             |
| 80 | 26 septembre 2018 | Júbilo Iwata        | 4 - 2             | Hokkaido Consadole Sapporo |

### Quarts de finale
| #  | Date             | Club               | Résultat          | Club              |
| -- | ---------------- | ------------------ | ----------------- | ----------------- |
| 81 | 24 octobre 2018  | Urawa Red Diamonds | 2 - 0             | Sagan Tosu        |
| 82 | 21 novembre 2018 | Kashima Antlers    | 1 - 0             | Ventforet Kōfu    |
| 83 | 24 octobre 2018  | Júbilo Iwata       | 1 - 1 (tab 3 - 4) | Vegalta Sendai    |
| 84 | 24 octobre 2018  | Kawasaki Frontale  | 2 - 3             | Montedio Yamagata |

### Demi-finales
| #  | Date            | Club               | Résultat | Club              |
| -- | --------------- | ------------------ | -------- | ----------------- |
| 85 | 5 décembre 2018 | Urawa Red Diamonds | 1 - 0    | Kashima Antlers   |
| 86 | 5 décembre 2018 | Vegalta Sendai     | 3 - 2    | Montedio Yamagata |

### Finale
| #  | Date            | Club               | Résultat | Club           | Stade              |
| -- | --------------- | ------------------ | -------- | -------------- | ------------------ |
| 87 | 9 décembre 2018 | Urawa Red Diamonds | 1 - 0    | Vegalta Sendai | Stade Saitama 2002 |